# آزادی ادیان بر پایه کشور

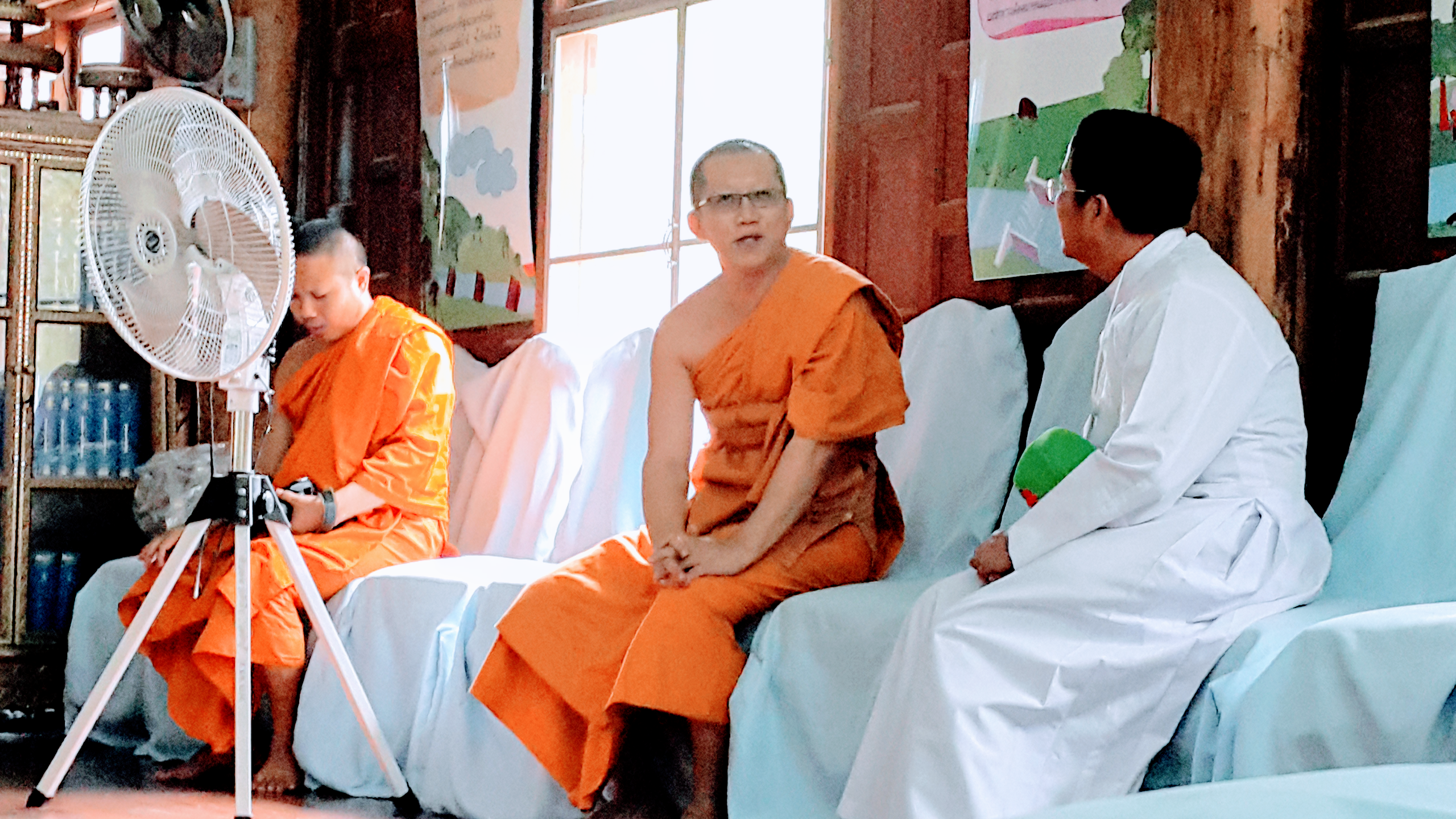
یک راهب بودایی تراوادا در حال صحبت با یک کشیش کاتولیک، تایلند

وضعیت آزادی مذهبی در سراسر جهان در کشورهای مختلف، متفاوت است. کشورها می‌توانند بر اساس اینکه آیا آنها برابری در برابر قانون را برای پیروان ادیان مختلف تضمین می‌کنند یا نه، اینکه آیا آنها یک مذهب دولتی ایجاد می‌کنند، یا میزان فعالیت سازمان‌های مذهبی با یکدیگر متفاوت است. یا به واسطه فعالیت‌های مذهبی‌شان در داخل کشور تحت نظارت پلیس قرار می‌گیرند و میزان استفاده از قوانین دینی به عنوان مبنایی برای قوانین حقوقی کشور است.
اختلافات بیشتری بین مواضع خودخوانده برخی کشورها در مورد آزادی مذهبی در قانون و عملکرد واقعی نهادهای مرجع در آن کشورها وجود دارد: برقراری برابری دینی در یک کشور در قانون اساسی یا قوانین آنها لزوماً به معنای آزادی عمل برای ساکنان این کشورها نیست. کشور علاوه بر این، اعمال مشابه (مانند شناسایی شهروندان ترجیحات مذهبی خود نسبت به دولت یا کارت شناسایی) بسته به سایر شرایط سیاسی-اجتماعی خاص کشورهای مورد نظر می‌تواند پیامدهای متفاوتی داشته باشد.
بیش از ۱۲۰ قانون اساسی ملی به برابری بدون توجه به مذهب اشاره کرده است.